# Макмиллан, Брэндон
Брэ́ндон Макми́ллан (англ. Brandon McMillan; род. 22 марта 1990, Делта, Канада) — канадский хоккеист, нападающий. Серебряный призёр молодёжного чемпионата мира 2010.

## Биография
На профессиональном уровне начал выступать на уровне Западной хоккейной лиги (WHL), где становился чемпионом в составе команды «Келоуна Рокетс». На драфте НХЛ 2008 года был выбран в 3-м раунде под общим 85-м номером клубом «Анахайм Дакс». В НХЛ игрок провёл 5 сезонов, отыграл в 179 матчах (включая игры плей-офф), забросил 16 шайб и отдал 23 результативные передачи.
На уровне КХЛ Макмиллан выступал за ряд клубов, таких как: загребский «Медвешчак», нижегородское «Торпедо», рижское «Динамо», омский «Авангард» и нижнекамский «Нефтехимик». На момент окончания сезона 2020/21, в КХЛ, на счету Брэндона, 239 матчей (включая игры плей-офф), в которых он забросил 61 шайбу и стал автором 51 результативной передачи.